# Som gent honrada
Som gent honrada és una pel·lícula espanyola dirigida per Alejandro Marzoa que fou estrenada el 14 de juny de 2013 després de la seva preestrena al Festival de Màlaga. És protagonitzada per Miguel de Lira, Paco Tous, Unax Ugalde i Manuela Vellés. Ha estat doblada al català.

## Argument
Suso i Manuel són dos pares i amics de tota la vida que han perdut la feina als cinquanta anys. Un dia, mentre pescen, troben un paquet amb deu lliures de cocaïna.

## Repartiment
- Miguel de Lira com Manuel
- Paco Tous com Suso
- Unax Ugalde com Luis
- Manuela Vellés com Julia
- Marisol Membrillo com Carmen
- Manuel Lozano com Chema
- Ricardo de Barreiro com Coach
- Antonio Durán "Morris" com Emilio
- Luís Iglesia com Sandro
- Xosé Manuel Olveira "Pico" com Sogro
- Luísa Merelas com Sogra
- Axel Fernandez com Juan

## Premis
Premis Mestre Mateo
| Any        | Categoria                     | Receptor                                 | Resultat    |
| ---------- | ----------------------------- | ---------------------------------------- | ----------- |
| 11a edició | Millor pel·lícula             | Vaca Filmes i El Terrat                  | Guanyador   |
| 11a edició | Millor director               | Alejandro Marzoa                         | Guanyador   |
| 11a edició | Millor guió                   | Miguel Ángel Blanca i Alejandro Marzoa   | Guanyador   |
| 11a edició | Millor actor                  | Miguel de Lira                           | Guanyador   |
| 11a edició | Millor actor secundari        | Ricardo de Barreiro                      | Guanyador   |
| 11a edició | Millor direcció de producció  | Bernat Manzano                           | Nominat     |
| 11a edició | Millor direcció artística     | Curru Garrabal                           | Nominat     |
| 11a edició | Millor muntatge               | Sofi Escudero i David Gallart            | Nominats    |
| 11a edició | Millor música original        | Sergio Moure de Oteyza                   | Nominat     |
| 11a edició | Millor so                     | Vasco Pimentel, Marc Bech i Jordi Monrós | Nominat     |
| 11a edició | Millor fotografia             | Arnau Valls Colomer                      | Nominat     |
| 11a edició | Millor disseny de vestuari    | Eva Camino                               | Nominat     |
| 11a edició | Millor maquillatge i pentinat | [Susana Veira i Erea Pérez               | Guanyadores |